# ريكاردو رايلر
ريكاردو الفاريز بويج - ريشي (27 فبراير 1994 بساو باولو في البرازيل - ) هو لاعب كرة قدم برازيلي في مركز الوسط. لعب مع سبورتينغ براغا و نادي الفيحاء.

## روابط خارجية
- ريكاردو رايلر على موقع قاعدة بيانات كرة القدم.إي يو (الإنجليزية)
- ريكاردو رايلر على موقع Soccerway.com (الإنجليزية)